# خودروهای با آلایندگی صفر

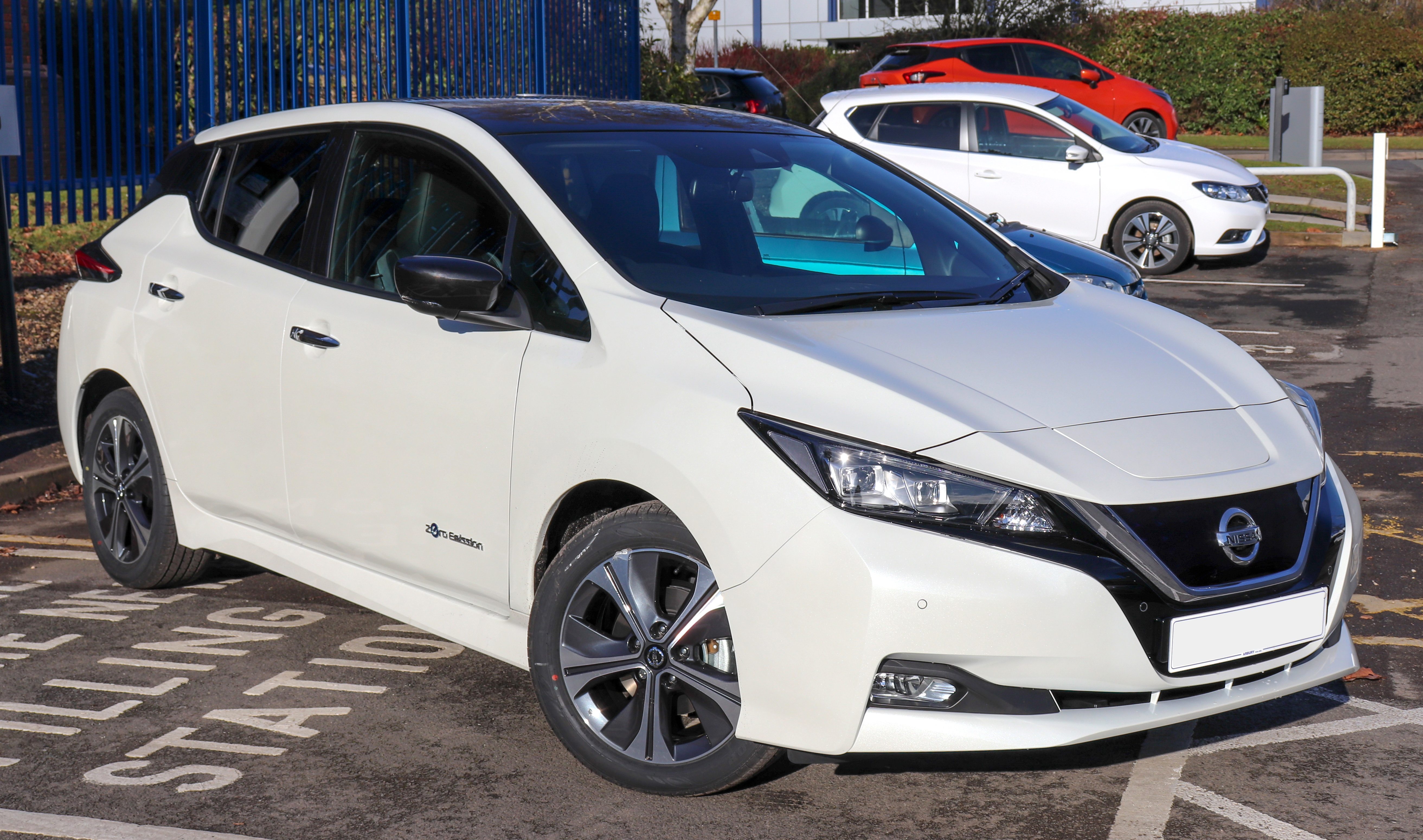
نیسان لیف نمونه بارز یک خودروی برقی با آلایندگی صفر (زدئی‌وی) و همچنین پرفروش‌ترین خودروی پلاگ-این برقی جهان با ۲۰۰٬۰۰۰ دستگاه فروش در دسامبر ۲۰۱۵ است.

خودروهای با آلایندگی صفر (انگلیسی: Zero-emissions vehicle، به‌طور مخفف زدئی‌وی) خودروهایی هستند که هیچ گونه گاز خروجی را از خود خارج نمی‌کنند. ذرات معلق، دوده، هیدروکربن، کربن مونوکسید، ازون و سرب شامل این دسته می‌شوند. هرچند که از نظر آژانس هوای پاک کالیفرنیا و سازمان حفاظت از محیط زیست ایالات متحده آمریکا این آلایندگی‌ها به این دسته محدود نمی‌شوند و شامل ترکیبات آلی فرار، چندین ماده سمی مثل بوتادین و سایر گازهای گلخانه‌ای نیز می‌شوند.